# Lijst van gemeenten in Burdur
Onderstaande lijst bevat alle gemeenten (2000) in de Turkse provincie Burdur.
| District   | Gemeente    |
| ---------- | ----------- |
| Ağlasun    | Ağlasun     |
| Ağlasun    | Çanaklı     |
| Ağlasun    | Yeşilbaşköy |
| Altınyayla | Altınyayla  |
| Bucak      | Bucak       |
| Bucak      | Çamlık      |
| Bucak      | Gündoğdu    |
| Bucak      | Kızılkaya   |
| Bucak      | Kocaaliler  |
| Bucak      | Ürkütlü     |
| Burdur     | Burdur      |
| Burdur     | Büğdüz      |
| Burdur     | Kozluca     |
| Çavdır     | Bayır       |
| Çavdır     | Çavdır      |
| Çavdır     | Kozağacı    |
| Çavdır     | Söğüt       |
| Çeltikçi   | Bağsaray    |
| Çeltikçi   | Çeltikçi    |
| Gölhisar   | Gölhisar    |
| Gölhisar   | İbecik      |
| Gölhisar   | Yusufça     |
| Karamanlı  | Karamanlı   |
| Kemer      | Kemer       |
| Tefenni    | Beyköy      |
| Tefenni    | Hasanpaşa   |
| Tefenni    | Tefenni     |
| Yeşilova   | Güney       |
| Yeşilova   | Salda       |
| Yeşilova   | Yeşilova    |